# خالد عبد الكريم جمعة
خالد عبد الكريم جمعة الميعان (1365- 1434 هـ / 1946- 2013 م) لغوي كويتي، من علماء العربية، وخبراء المخطوطات، باحث محقق، وأستاذ جامعي، يلقَّب بسِيبَوَيْهِ الكويت، تولى إدارة معهد المخطوطات العربية بجامعة الدول العربية. وهو شقيق د. وضحة عبد الكريم الميعان.

## ولادته وتحصيله
وُلد خالد عبد الكريم جمعة في الكويت عام 1946م، بمنطقة جبلة قرب براحة البدر، ودرس في قسم اللغة العربية بجامعة الكويت، ثم أكمل دراسته في جامعة القاهرة، وحصل على الماجستير، وكان عنوان أُطروحته «شرح المقدِّمة النحوية لطاهر بن أحمد بن بابشاذ، دراسة وتحقيق»، ثم حصل على الدكتوراه عن أطروحته «شواهد الشعر عند سيبويه».

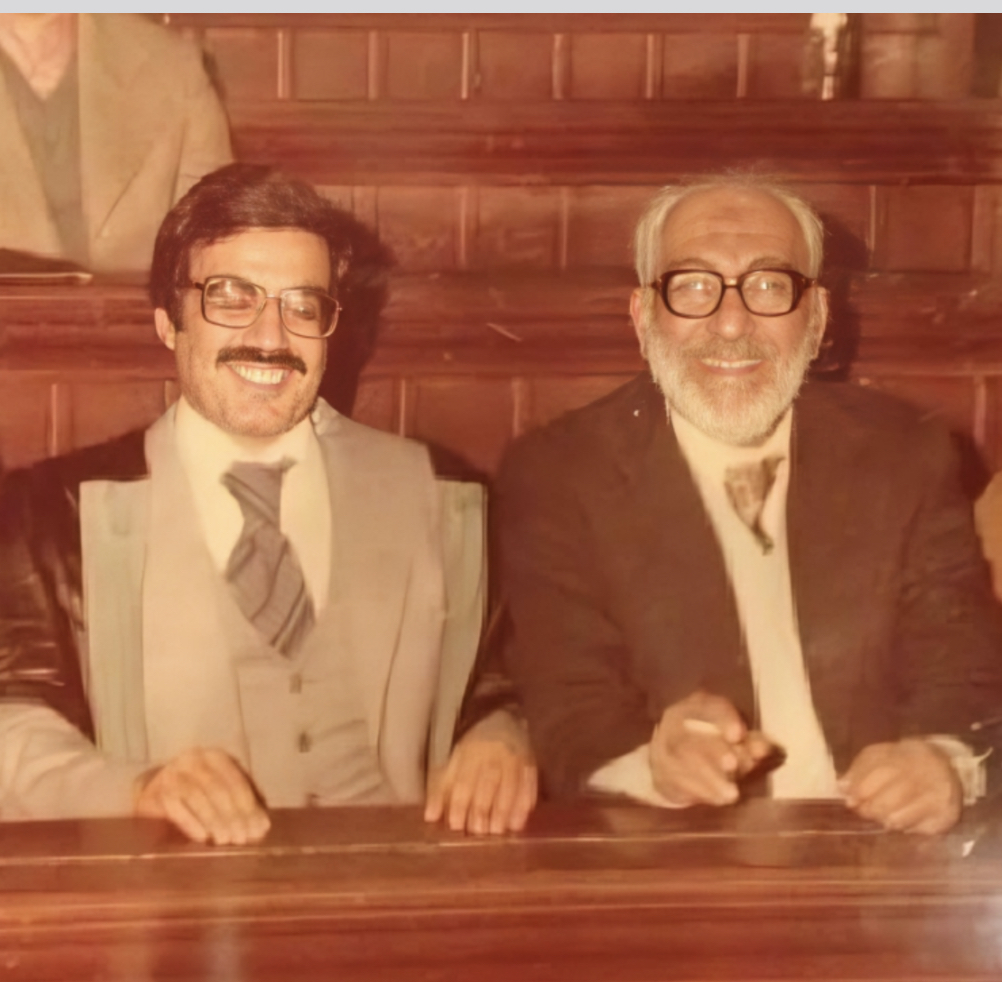
خالد عبد الكريم جمعة مع أستاذه محمود شاكر

## وظائفه ونشاطاته
عمل معيدًا بقسم اللغة العربية من عام 1970 إلى 1979م، ثم أستاذًا بقسم اللغة العربية في كلية الآداب بجامعة الكويت من عام 1980 إلى 1996م، وكان رئيسَ جمعية أعضاء هيئة التدريس في جامعة الكويت من عام 1984 إلى 1991م.
وانضمَّ إلى رابطة الأدباء الكويتية عام 1970م، وأصبح رئيسَ تحرير مجلة البيان من عام 1997 إلى 1999م. وعمل مديرًا لمعهد المخطوطات العربية التابع للمنظمة العربية للتربية والثقافة والعلوم من عام 1981 إلى 1988م، وكان مستشارًا للتراث العربي في المجلس الوطني للثقافة والفنون والآداب بين عامي 1988 و1997، واختير عضوًا مراسلًا في مجمع اللغة العربية في دمشق عام 1993م، وعضوًا في المجلس الاستشاري العلمي في جامعة الكويت، ولجنة تشجيع المؤلفات الكويتية التابعة للمجلس الوطني للثقافة والفنون والآداب، ولجنة الرقابة على المطبوعات في وزارة الإعلام.

## مكتبة دار العروبة
أسس دار نشر في الكويت باسم مكتبة دار العروبة، للإسهام في نشر عيون التراث والمفيد من الكتب والمصنَّفات، وقد نَشِبَ فيها حريق أتى على جُلِّ محتوياتها. وروى خالد عبد الكريم جمعة لصحيفة الجريدة تفاصيل الحادثة، مؤكدًا أن معظم محتويات المكتبة تضرَّر جدًّا، والكتب التي لم تأكلها ألسنةُ النيران أتلفها الدخان والرماد، وأن الأضرار اتسعت وشَمِلَت رُفوف المكتبة، وتصاميمها، وأجهزة التكييف، ومحتوياتها الأُخرى، وبيَّن أن الحريق نجَمَ عن تماس كهربائي في أحد أجهزة التكييف.
وعلى إثر هذه الحادثة، قدَّم رئيس مجلس الوزراء الشيخ جابر المبارك دعمًا ماديًّا؛ لإعادة ترميم المكتبة العروبة، ومزاولة دورها الثقافي المهم في النشر.

## مؤلفاته
1. شواهد الشعر في كتاب سيبويه
2. نقد كتاب الألعاب الشَّعبية.
3. الذخائر والتُّحف.
4. فهرس المؤلَّفات الكويتية وفق الترتيب الأبجدي لأسماء مؤلِّفيها.
5. التراث وقضية النشر.
6. مع ابن بابشاذ في شرحه للمقدِّمة النحوية.
7. تقرير عن أوضاع المخطوطات العربية في نيجيريا.

واستدرك على كبار المحقِّقين العرب بعضَ الأخطاء حين كُلف مراجعة (تاج العروس)، وكان لا يرغب في وضع اسمه؛ تواضعًا منه؛ حياء من أن يكون مصحِّحًا لعمل كبار المحقِّقين.

## وفاته

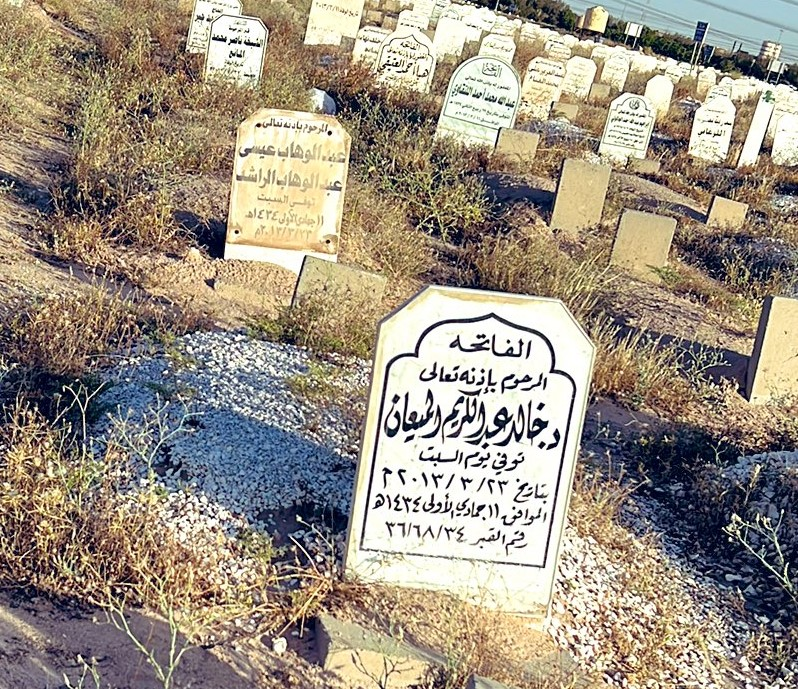
قبر خالد عبد الكريم جمعة

تُوفي خالد عبد الكريم جمعة في الكويت، يوم السبت 11 جُمادى الأولى 1434هـ الموافق 23 مارس (آذار) 2013م بعد معاناة المرض.